# Ryan Lewis
Ryan Lewis (Spokane, 25 de Março de 1988) é um músico, produtor e DJ dos Estados Unidos. Após trabalhar a solo no seu próprio disco Instrumentals, Lewis em 2006 conheceu o rapper Macklemore na rede social MySpace. Como resultado da sua amizade, formaram uma dupla e lançaram o seu álbum de estreia The Heist em 2012. Juntos escreveram, produziram e lançaram o disco e os singles de promoção, "Same Love", "Thrift Shop", e "Can't Hold Us", sendo que os últimos dois atingiram a primeira posição na Billboard Hot 100 dos Estados Unidos.